# برلين الغربية
برلين الغربية وهو الجزء الغربي من مدينة برلين عاصمة ألمانيا والذي كان تحت سيطرة ألمانيا الغربية من سنة 1949 إلى سنة 1990 وكان يُقابل برلين الغربية من الشرق جدار برلين الذي فصلها عن برلين الشرقية عاصِمَة ألمانيا الشرقية والذي بُنيَ في سنة 1961 وحَطَّمَهُ الألمان في سنة 1989 والذي كان طريقاً لإعادة توحيد ألمانيا، وقد كانت برلين الغربية مُحاطة من كُل الجوانب بألمانيا الشرقية.

## التاريخ
بعد أن هُزمت ألمانيا النازية في الحرب والتي كانت بقيادة الزعيم الألماني أدولف هتلر سيطرت القوات السوفييتية على برلين بعد مقاومة عنيفة من الألمان، بينما تمكنت قوات الحُلفاء المُكوَنة من الولايات المتحدة والمملكة المتحدة وفرنسا من عبور نهر الراين بعد استسلامٍ شِبه جَماعي من القوات الألمانية المُلازمة هناك فوصلت قوات الحلفاء بُسرعة إلى نهر الألب بينما كانت لا تزال القوات السوفييتية تقاوم الألمان في معركة برلين ولم يتمكنوا حَتى ذَلِك الوَقت من الدخول إلى برلين لكن قوات الحُلَفاء تركت برلين للسوفييت ولم تُقاتل الألمان لإجلها فأصبحت ألمانيا وبرلين الشرقية تحت سيطرة السوفيات وألمانيا وبرلين الغربية تحت سيطرة الحُلفاء وفي سنة 1961 شيدت حكومة ألمانيا الشرقية جِدار برلين لفصل عاصمتهم عن المدينة التابعة لألمانيا الغربية، وأثناء فترة نهاية الشيوعية في شرق أوروبا حطم الألمان هذا الجدار في سنة 1989 لتكون الطريق لإعادة توحيد الألمانيتين أخيراً، اختيرت مدينة برلين الغربية عاصمة للثقافة الأوروبية في سنة 1988.